# Andrimont (Stoumont)
Ne doit pas être confondu avec Andrimont (Dison).
Andrimont est un hameau belge de la Région wallonne situé en province de Liège dans la commune de Stoumont.
Avant la fusion des communes, ce hameau faisait partie de la commune de La Gleize.

## Situation
Ce hameau ardennais se situe sur le versant nord du Roannay. Il se trouve à une altitude allant de 430 à 480 mètres en direction du col du Rosier.

## Description
Bâti à flanc de colline dans un environnement de prairies et de bosquets entourés de bois, Andrimont est un hameau de caractère comprenant une vingtaine d'habitations (fermes, fermettes et maisons) principalement construites en moellons de grès dont certaines remontent au XVIIe siècle. Certains pans de mur sont constitués de colombages.

## Activités
Le hameau compte des chambres d'hôtes.
Venant de Spa, le sentier de grande randonnée 5 dévale le hameau en direction de Ruy et de Stavelot.
Une fois par an, le hameau s'anime lors du passage de la course cycliste Liège-Bastogne-Liège, Andrimont se trouvant dans l'ascension vers le col du Rosier.